# Alain de Changy
Alain Carpentier de Changy, belgijski dirkač Formule 1, * 7. junij 1922, Bruselj, Belgija, † 26. februar 1994, Etterbeek, Belgija.
Alain de Changy je pokojni belgijski dirkač Formule 1. V svoji karieri je nastopil le na prvi dirki sezone 1959 za Veliko nagrado Monaka, kjer se mu z dirkalnikom Cooper T51 moštva Ecurie Nationale Belge ni uspelo kvalificirati na dirko. Umrl je leta 1994.

## Popolni rezultati Formule 1
(legenda) (odebeljene dirke pomenijo najboljši štartni položaj, poševne pa najhitrejši krog, †-uvrščen kljub odstopu)
| Leto | Moštvo                 | Šasija     | Motor             | 1       | 2   | 3   | 4   | 5  | 6   | 7   | 8   | 9   | Prv | Toč |
| ---- | ---------------------- | ---------- | ----------------- | ------- | --- | --- | --- | -- | --- | --- | --- | --- | --- | --- |
| 1959 | Ecurie Nationale Belge | Cooper T51 | Climax Straight-4 | MON DNQ | 500 | NIZ | FRA | VB | NEM | POR | ITA | ZDA | -   | 0   |